# Fernanda Venturini
Fernanda Venturini est une ancienne joueuse brésilienne de volley-ball née le 24 octobre 1970 à Araraquara (São Paulo). Elle mesure 1,80 m et jouait au poste de passeuse. Elle a totalisé 342 sélections en équipe du Brésil.

## Biographie
Elle est mariée à Bernardo Rocha de Rezende et est la belle-mère de Bruno Mossa de Rezende.

## Clubs
| Club                       | De        | À         |
| -------------------------- | --------- | --------- |
| S.R.E Ribeirão Preto       | 1984-1985 | 1984-1985 |
| Pão de Açúcar E.C.         | 1986-1987 | 1986-1987 |
| Sadia Esporte Clube        | 1987-1988 | 1990-1991 |
| Minas Tênis Clube          | 1991-1992 | 1991-1992 |
| S.R.E Ribeirão Preto       | 1992-1993 | 1993-1994 |
| Leites Nestlé              | 1994-1995 | 1996-1997 |
| Rio de Janeiro Volêi Clube | 1997-1998 | 1999-2000 |
| C.R. Vasco da Gama         | 2000-2001 | 2000-2001 |
| Grêmio de Vôlei Osasco     | 2002-2003 | 2003-2004 |
| Rio de Janeiro Volêi Clube | 2004-2005 | 2005-2006 |
| CAV Murcia 2005            | 2007-2007 | 2007-2007 |
| Rio de Janeiro Volêi Clube | 2011-2012 | 2011-2012 |

## Palmarès

### Équipe nationale
- Jeux olympiques
  -  1996 à Atlanta.
- Championnat du monde
  - Finaliste : 1994.
- Coupe du monde
  - Finaliste : 1995, 2003
- Grand Prix mondial
  - Vainqueur : 1994, 1996, 2004.
  - Finaliste : 1995.
- Jeux Panaméricains
  - Finaliste : 1991.
- Championnat d'Amérique du Sud
  - Vainqueur : 1991, 1995, 1997, 2003.
- Championnat du monde des moins de 20 ans
  - Vainqueur : 1987, 1989.
- Championnat du monde des moins de 18 ans
  - Finaliste : 1989.
- Championnat d'Amérique du Sud  des moins de 18 ans
  - Vainqueur : 1986.

### Clubs
- Championnat du monde des clubs
  - Vainqueur : 1991.
- Championnat sud-américain des clubs
  - Vainqueur : 1989, 1990, 1991, 1992.
- Top Teams Cup
  - Vainqueur : 2007.
- Championnat du Brésil
  - Vainqueur : 1989, 1990, 1991, 1994, 1995, 1996, 1997, 1998, 2000, 2003, 2004, 2006.
  - Finaliste : 1992, 1999, 2005, 2012.
- Championnat d'Espagne
  - Vainqueur : 2007.
- Coupe d'Espagne
  - Vainqueur : 2007.

### Distinctions individuelles
- Grand Prix Mondial de volley-ball 1993: Meilleure passeuse.
- Grand Prix Mondial de volley-ball 1994: Meilleure passeuse et MVP.
- Grand Prix Mondial de volley-ball 2004: Meilleure passeuse.